# 54 (getal)
54 (vierenvijftig) is het natuurlijke getal volgend op 53 en voorafgaand aan 55.

## In de wiskunde
Vierenvijftig is een Harshadgetal.

## Overig
54 is ook:
- Het landnummer voor internationale telefoongesprekken naar Argentinië.
- Het jaar A.D. 54 en 1954.
- Het atoomnummer van het scheikundig element Xenon (Xe).